# Phaonia atlanis
Phaonia atlanis är en tvåvingeart som beskrevs av Malloch 1923. Phaonia atlanis ingår i släktet Phaonia och familjen husflugor. Inga underarter finns listade i Catalogue of Life.